# 乌肖
乌肖（義大利語：Uscio），是意大利热那亚省的一个市镇。总面积9.15平方公里，人口2400人，人口密度262.3人/平方公里（2009年）。ISTAT代码为010064。